# 克雷莫纳的利乌特普兰德

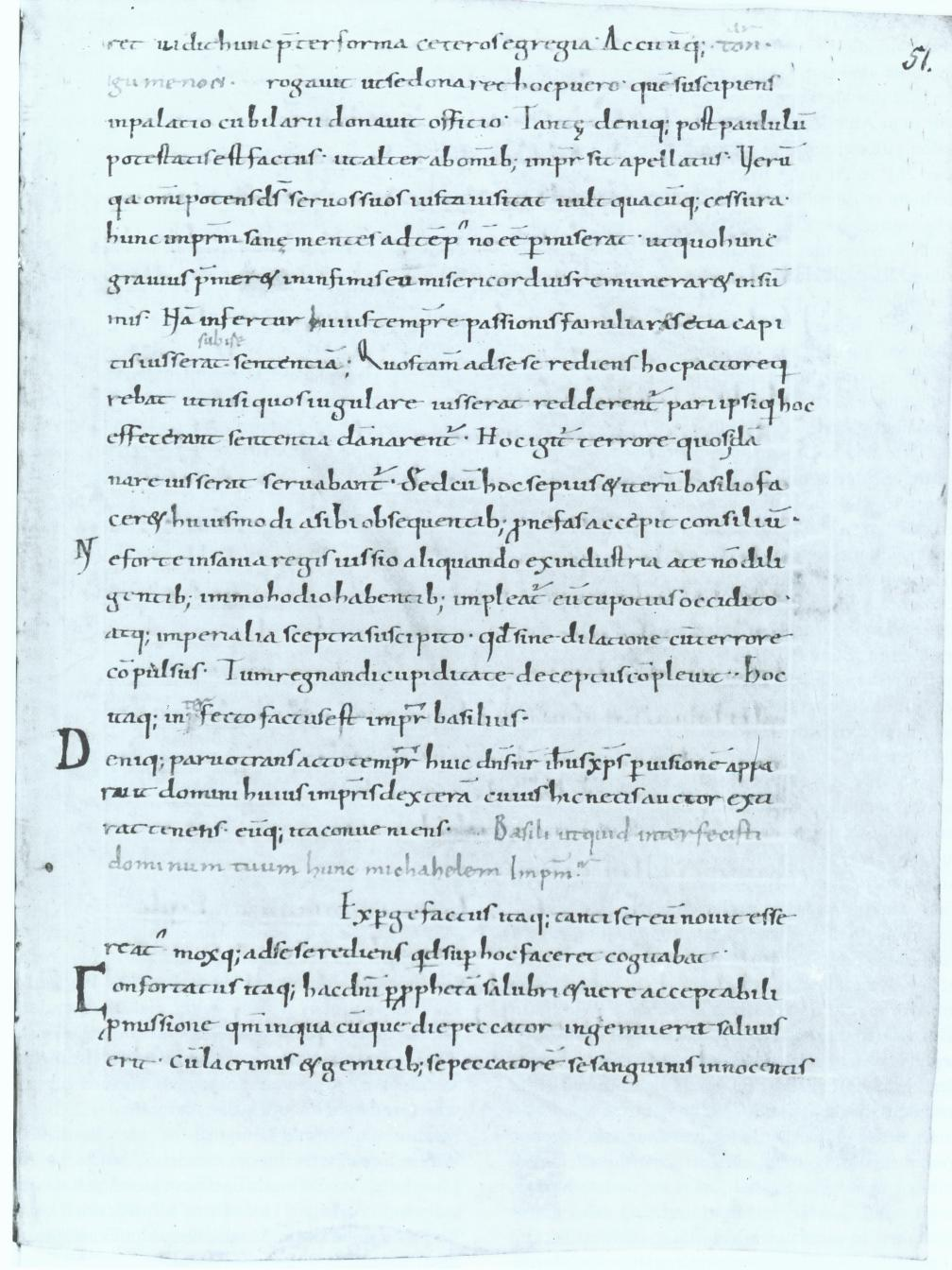
克雷莫纳的利乌特普兰德的《报应录》（Antapodosis）抄本，10世纪后半叶，巴伐利亚国立图书馆藏

克雷莫纳的利乌特普兰德（拉丁語：Liutprandus Cremonensis），又译柳特普朗、律特普朗、柳特普兰德、留特布兰德等，是中世纪意大利历史学家、神圣罗马帝国外交官、克雷莫纳主教，其著作是了解10世纪拜占庭帝国宫廷政治的重要史料。

## 生平
利乌特普兰德生于贵族家庭，在帕维亚意大利的乌戈的宫廷中长大。947年，乌戈死后，他成为实际掌权的贝伦加尔二世的心腹，出使拜占庭帝国。回国后，利乌特普兰德与贝伦加尔发生争执，955年离开意大利前往德国，在贝伦加尔的对手奥托一世的宫廷任职。961年，奥托一世任命他担任克雷莫纳主教，出使罗马参与会议使得教宗若望十二世被废，良八世成为教宗。后参与了若望十三世的选举。968年再次出使君士坦丁堡。

## 著作
利乌特普兰德的主要著作有：
- 《报应录》[1]，原名《全欧洲王公的丰功伟绩》（Gesta regum ac principum totiaes Europae），共六卷，主要记述了887年至949年在意大利发生的事件。柳特普兰德在书中称书名是因为此书目的是为了揭示贝伦加尔二世及其王后托斯卡纳的维拉（英语：Willa of Tuscany）对他的“背叛”，同时感谢帮助过他的人，其内容也反复出现善恶行为相关的“神的报应”主题。
- 《奥托行传》（Gesta Ottonis），也称《奥托史》（Historia Ottonis），共22章，内容是奥托大帝960年至964年间的历史，柳特普兰德在书中极力颂扬奥托。
- 《君士坦丁堡使团报告（拉丁語：Legatio (Liutprandus)）》，柳特普兰德968年出使拜占庭帝国的报告。
- 《逾越节布道》（Homelia Paschalis），宗教作品，1980年代才发现其抄本。